# Yoshimura Junzō
Yoshimura Junzō (japanisch 吉村 順三; geboren 7. September 1908 in Tokio; gestorben 11. April 1997 daselbst) war ein japanischer Architekt. Er schuf u. a. den Neubau des Kaiserpalastes in Tokio.

## Leben und Wirken
Yoshimura Junzō machte 1931 seinen Studienabschluss an der Kunsthochschule Tōkyō (東京美術学校, Tōkyō bijutsu gakkō), einer seiner Lehrer war der in Japan wirkende Architekt Antonin Raymond. 1945 wurde er Lehrer an seiner Alma Mater, 1949 Assistenzprofessor an der Nachfolgeeinrichtung, an der Universität der Künste. Von 1962 an unterrichtete er als Professor bis zum Eintritt in den Ruhestand 1970 an der Universität der Künste. In diesen Jahren bildete er viele Architekten aus, die ihrerseits erfolgreich wurden.
Yoshimura ist besonders bekannt für die von ihm geschaffenen Häuser. So schuf er 1954 ein Haus im japanischen Stil für das Metropolitan Museum of Art in New York. 1956 wirkte er, zusammen mit Maekawa Kunio und Sakakura Junzō, mit an der Gestaltung des International House of Japan, das mit dem Preis der „Architektenvereinigung Japans“ (日本建築学会; Nihon kenchiku gakkai) ausgezeichnet wurde.
Weitere Beispiele Yoshimuras Wirkens sind die Bebauung von Minamidai (南台) in Tokio 1957, Villen in Karuizawa 1962，die Beteiligung an dem Konzept „Japan House“ im Ausland. Weiter schuf er den Erweiterungsbau zum Nationalmuseum Nara, der 1975 fertiggestellt wurde und für den er den Preis der Akademie der Künste erhielt.
1990 wurde Yoshimura Mitglied der Akademie der Künste, 1994 wurde er als Person mit besonderen kulturellen Verdiensten geehrt.

## Bilder

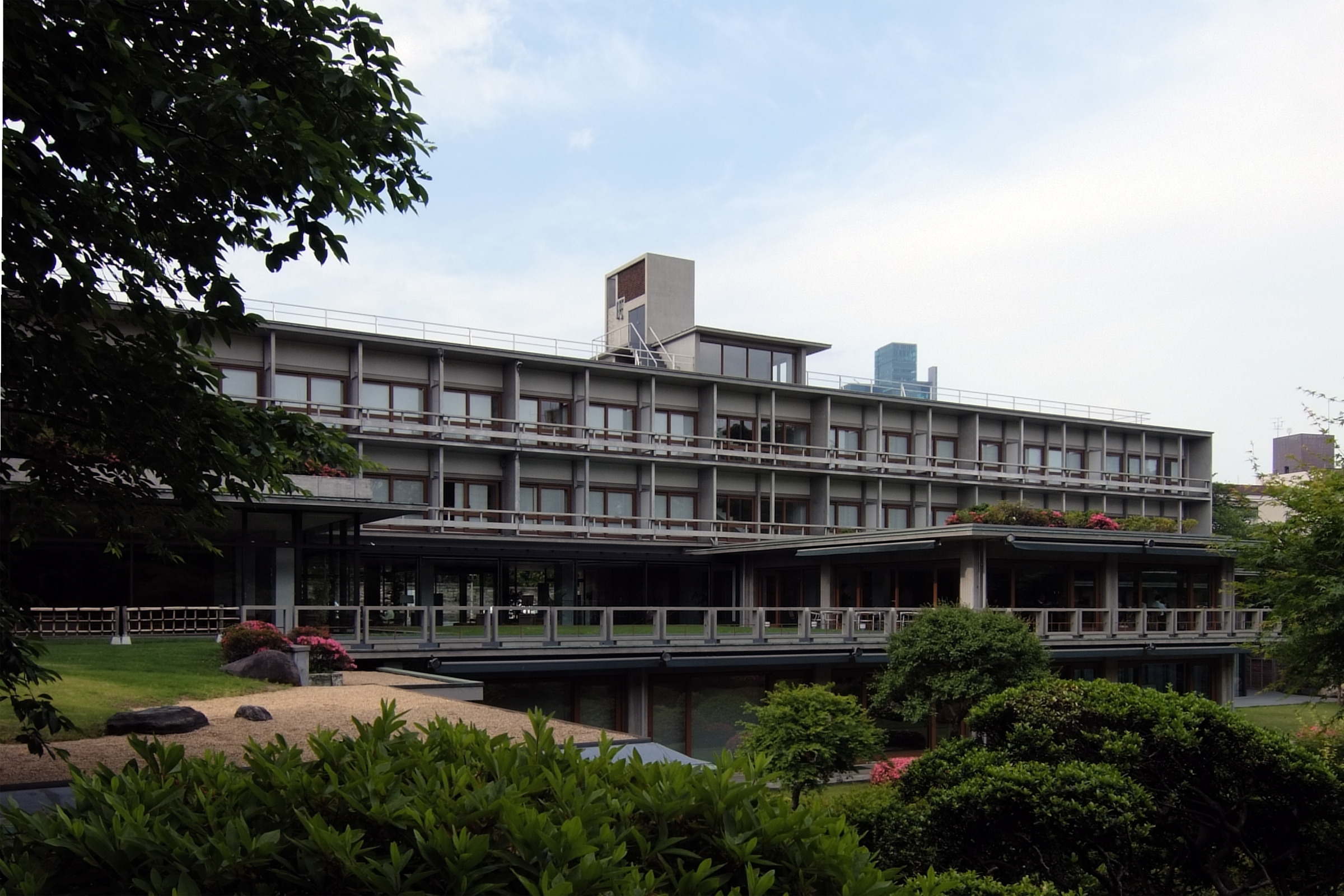
International House of Japan
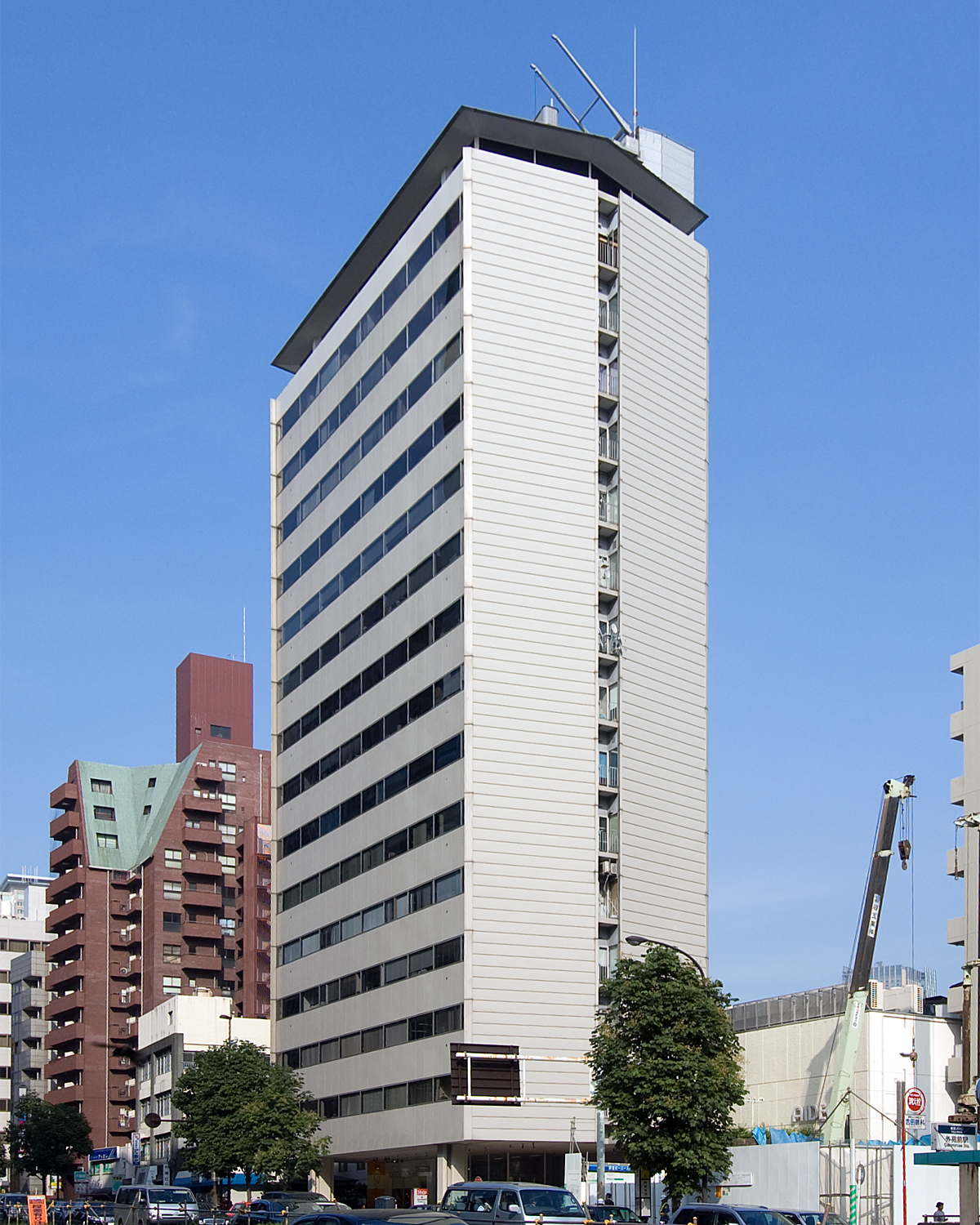
Aoyama Tower Building
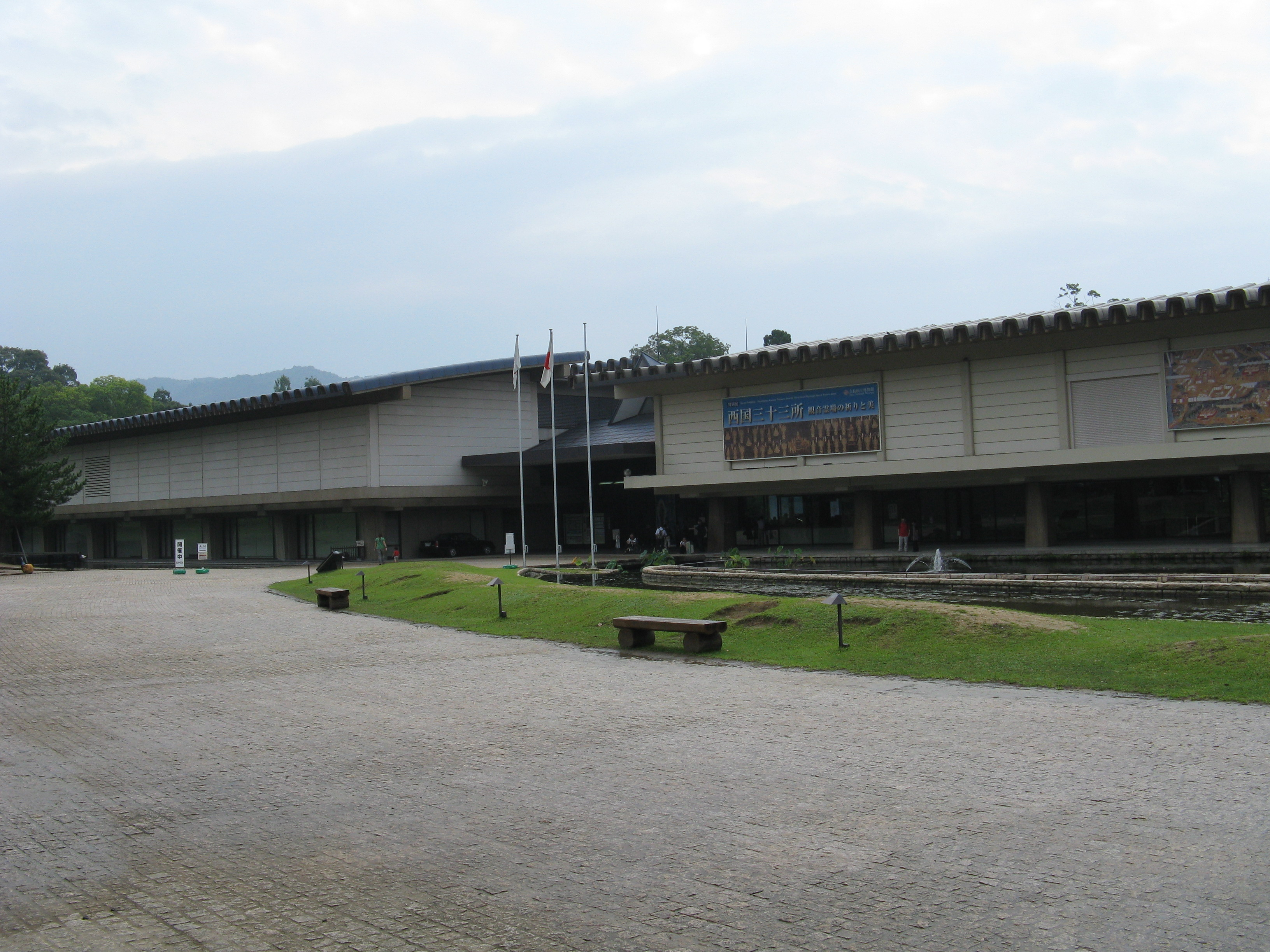
Nara National Museum, Neuer Flügel
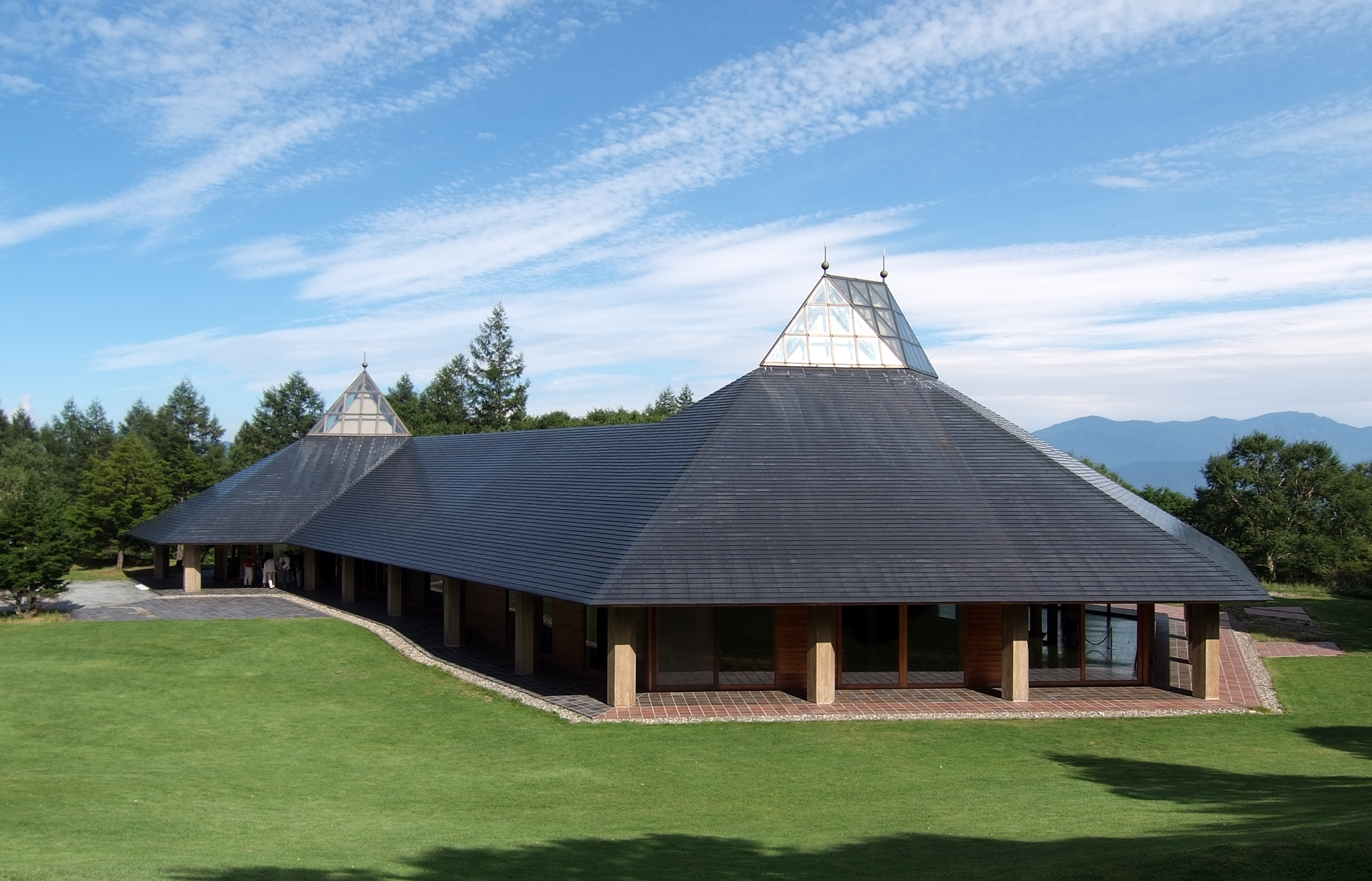
Hall of Chamber Music Yatsugatake[A 1]